# Contea di Bland (Australia)
La contea di Bland è una Local Government Area che si trova nel Nuovo Galles del Sud. Essa si estende su una superficie di 8.560 chilometri quadrati e ha una popolazione di 6.410 abitanti. La sede del consiglio si trova a West Wyalong.